# 노무라 만사이
2세 노무라 만사이(二世 野村萬斎, 1966년 4월 5일 ~ )는 교겐 이즈미류(和泉流) 교엔사(狂言師)이다. 노무라 만사쿠(野村万作)의 1남 3녀의 장남으로 도쿄에서 태어났다. 본명은 노무라 타케시(野村武司). 쓰쿠바대학 부속중학교·고등학교(筑波大学附属中学校・高等学校), 도쿄 예술대학 음악학부 방악과 노가쿠 전공으로 졸업했다. 슬하에는 장남은 노무라 유키(野村裕基)이고 장녀는 TBS 홀딩스 아나운서인 노무라 사야코(野村彩也子)이다.
초세 노무라 만(野村萬(本名：太良))과 2세 노무라 만사쿠(本名：二朗)의 형제는, 6세 만조의 자식이지만, 6세의 사후, 가명(家名)을 분배하기로 되어, 형 만이 7세 노무라 만조를 습명해, 아우 만사쿠는 5세 만조(五世万造, 6세 만조의 아버지)의 은거명 만사이를 상속하기로 되었다. 그러나, 만사쿠는 "만사쿠"라는 이름에 애착을 가지고 있었기 때문에 "만사이"를 자신이 이어받지 않고, 이 이름을 이어받기를 희망했던 장남에게 물려주게 되었다.
숙부는 만 외에, 노무라 시로(野村四郎(観世流シテ方)), 노무라 만노스케(狂言方)가 있다. 사촌에, 9세 노무라 만조(野村万蔵)및 만조가의 분가인 만로쿠(万禄)가를 50년 만에 부흥시킨 후쿠오카지방의 노무라 만로쿠(野村万禄)가 있다.
쿄겐 이외에도 일반의 배우로서 드라마, 영화, 무대등에서 많은 활동을 하고 있고, 단정한 용모와 기품 있는 언행, 독특한 발성 등으로 존재감을 보이고 있다. 1994년 출연했던 대하드라마 꽃의 난이나 1997년의 NHK 아침 연속 테레비 소설 아구리(あぐり)에서의 호연으로, 그 이름이 전국구가 되었다. 또 책의 저술이나 무대 이벤트 등으로 쿄겐의 보급에 노력하는 한편, 일본 전통 예능과 현대극과의 융합을 목표로 해 야부노나카(藪の中)나 라쇼몽, 아쯔시-산케쯔키(山月記)·메이진덴(名人伝)-등을 연출해, 큰 평가를 얻고 있다. 중요무형문화재종합지정(重要無形文化財総合指定).

## 약력
- 1970년 [우츠보자루(靭猿)]로 첫 무대
- 1981년 [치토세(千歳)]
- 1984년 [산바소(三番叟)]
- 1985년 구로사와 아키라감독 작품 [란(乱)]에서, 쯔루마루 역 (다케시의 이름으로 출연)
- 1986년 [나스노요이치가타리(奈須与市語)]
- 1987년 [ござる乃座] 주재
- 1988년 [쯔리기츠네(釣狐)]
- 1990년 햄릿주연 (만사이 햄릿)
- 1994년 증조부 5세 만조의 은거명, 만사이를 습명. NHK 대하드라마 [하나노란(花の乱)]에서, 호소카와 카츠모토(細川 勝元)역, 문화청예술가재외연수제도로 영국으로 건너감.
- 1996년 [하나코(花子)]
- 1997년 NHK아침 연속 테레비 소설 [아구리(あぐり)]에서, 모치즈케 에이스케(望月エイスケ) 역 (실재의 인물 이름은 요시유키 에이스케(吉行エイスケ))
- 1999년 [시고센노마츠리(자오선의 모셔:子午線の祀り)]에서 신츄나곤(新中納言, 신중납언) 토모모리(平知盛) 역
- 2000년 NHK드라마 [소텐노유메(창천의 꿈:蒼天の夢)]에서 타카스기 신사쿠(高杉晋作) 역
- 2001년 [마치가이노쿄겐(틀림의 희극:まちがいの狂言)]연출・주연. 타키타 요지로 감독 작품[온묘지(음양사:陰陽師)]에서, 아베노 세이메이 (安倍晴明)]역. (영화로서는 첫 주연)
- 2002년 오이디푸스왕주연. 세타가야퍼블릭시어터 예술 감독에 취임.
- 2003년 NHK어린이 프로그램 [니혼고데아소보(일본어로 놀자: にほんごであそぼ)]출연 개시. 장남인 노무라 유키, [우츠보자루]로 첫 무대. 타키타 요지로 감독 영화 [온묘지 2]에서, 아베노 세이메이 역.
- 2003년 10월 2일 [온묘지] 한국 개봉 (한국 내에서는 15세 관람가)
- 2004년 그리스 아테네의 고대 극장에서 그리스 비극 [오이디푸스왕]을 연기함.
- 2004년 6월 25일 [온묘지2] 한국 개봉 (한국 내에서는 15세 관람가)
- 2005년 [아쯔시-산케쯔키(山月記)・메이진덴(名人伝)-]연출・주연.
- 2007년 [쿠니누스비토(国盗人)]연출・출연.
- 2008년 NHK드라마 [쿠라마텐구(鞍馬天狗)]에서, 주연 쿠라마텐구 역.

## 출연 작품

### 텔레비전 드라마
- NHK 대하드라마(NHK 종합 텔레비전)
  - 꽃의 난(1994년) - 호소카와 카츠모토 역
  - 도오스루 이에야스(2023년) - 이마가와 요시모토 역
- 닥터-X~외과의·다이몬 미치코~ 제7시즌(2021년, TV 아사히) - 하치스카 류타로 역

### 영화
- 란(1994년) - 츠루마루 역
- 음양사(2001년) - 아베노 세이메이 역
- 음양사 2(2003년) - 아베노 세이메이 역
- 노보우의 성(2012년) - 나리타 나가치카(노보우사마) 역
- 바람이 분다(2013년) - 카프로니 역
- 리볼버 릴리(2023년) - 다키타 역

## 수상 경력
- 에란도르 특별상
- 하시다 스가코 신인상
- 닛칸 스포츠 조연남우상 ([아구리(あぐり)])
- 베스트 드레서 상(문화부문)
- 문화청 예술제 연극부문 신인상（[야부노나카(藪の中)]의 연출)
- 요미우리 연극대상 우수남우상([시고센노마츠리]・[오이디푸스왕])
- 블루리본상 주연남우상(영화[온묘지]의 주연)
- 일본 아카데미상 신인배우상/우수주연남우상(영화[온묘지]의 주연)
- 예술선장문부과학대신신인상(고전예술부문 쿄겐[히게야구라(髭櫓)]낭독[弟子])
- 키노쿠니야연극상([아쯔시-산케쯔키(山月記)・메이진덴(名人伝)-]연출・구성)
- 아사히무대예술상([아쯔시-산케쯔키(山月記)・메이진덴(名人伝)-]연출・구성・주연)
- 몽블랑국제문화상

## 저작물

### 서적
- [노무라 만사이[만사이데고자르(萬斎でござる)](아사히 신문사 1999년)
  - 아사히 문고에서도 간행(아사히 신문사 2001년)
- [노무라 만사이[쿄겐 사이보그(狂言サイボーグ)](니혼게이자이 신문사 2001년)
- [小野幸恵일본의 전통예능은 재미있다(3)노무라 만사이의 쿄겐](노무라 만사이 감수 이와사키쇼텐 2002년)
- [쿄겐산닌산요으(狂言三人三様)제 1회　노무라 만사이의 권](노무라 만사이 土屋 恵一郎편 이와나미쇼텐 2003년)
- [노무라 만사이 What is 쿄겐?]（網本尚子감수・해설　히노키쇼텐　2003년）

## 같이 보기
- 노무라 만사이(일본어: 野村萬斎) - 교겐 이즈미류의 노무라 만조가(野村万蔵家)의 대대로 이어지는 가명(家名)으로 현재는 2세를 칭한다.
- 노무라 만조 (5세)
- 노무라 사야코(野村彩也子) - 노무라 만사이의 장녀로 TBS 홀딩스 아나운서.